# 2812 км
2812 км — железнодорожный остановочный пункт (населённый пункт) в Калачинском районе Омской области России. Входит в состав Глуховского сельского поселения.

## География
Населённый пункт находится в юго-восточной части Омской области, в лесостепной зоне, в пределах Барабинской низменности, к юго-востоку от реки Омь, на расстоянии примерно 19 километров (по прямой) к востоку-северо-востоку (ENE) от города Калачинск, административного центра района.

### Часовой пояс
Железнодорожный остановочный пункт 2812 км, как и вся Омская область, находится в часовой зоне МСК+3. Смещение применяемого времени относительно UTC составляет +6:00.

## Население
| 2002 | 2010 |
| ---- | ---- |
| 20   | ↗21  |

Гендерный состав
По данным Всероссийской переписи населения 2010 года в гендерной структуре населения мужчины составляли 47,6 %, женщины — соответственно 52,4 %.
Национальный состав
Согласно результатам переписи 2002 года, в национальной структуре населения русские составляли 100 % из 20 человек.

## Улицы
Уличная сеть населённого пункта состоит из одной улицы (ул. Железнодорожная).